# People Are People
|  | Per a altres significats, vegeu «People Are People (àlbum)». |

«People Are People» és el desè senzill de Depeche Mode, publicat el 12 de març del 1984. Fou el seu primer èxit single hit als Estats Units i el primer senzill inclòs a l'àlbum Some Great Reward.

## Informació
La cançó fou escrita per Martin Gore, però la redundància, la sensació pop de la cançó en realitat pot ser acreditat a Alan Wilder. Wilder va escriure la cara B, "In Your Memory". Cada cançó té una remescla estesa, la "Slik Mix" i el "Different Mix", respectivament (encara que la mescla "In Your Memory" és sovint incorrectament anomenada "Slick Mix"). Malgrat l'èxit d'aquest senzill, Gore considera que és una de les pitjors cançons, i de fet, des de 1988 no l'han interpretat en directe a cap concert.
El videoclip de "People Are People", dirigit per Clive Richardson, va ser publicat en dues versions. El vídeo original es va realitzar per la versió del senzill, però també van editar un vídeo alternatiu per la versió ampliada "Different Mix". El vídeo musical va comptar amb imatges de diverses escenes bèl·liques, barrejades amb imatges del grup a bord del vaixell HMS Belfast. El videoclip de la versió "Different Mix" fou inclòs en l'àlbum de videoclips Some Great Videos.
Un àlbum recopilatori titulat People Are People fou publicat als Estats Units, amb diverses cançons que no estaven disponibles en aquest país. El senzill va ser publicat als EUA l'11 de juliol de 1984 (encara que no va arribar a la llista Billboard Hot 100 fins al maig de 1985, i inicialment es va tocar només en el rock modern i la ràdio de la universitat). El senzill amb el temps arribaria al seu zenit en el número 13. Al Regne Unit, el senzill va aconseguir el número 4, que era en el moment del grup més alta posició en la llista de singles de la seva pàtria. A l'Alemanya Occidental, la cançó va ser número 1 i fou utilitzat com el tema principal per la televisió alemanya per la cobertura dels Jocs Olímpics de Los Angeles de 1984, al·ludint a la participació d'Alemanya de l'Est en el boicot soviètic als Jocs Olímpics. També va ser utilitzat com a tema musical de la dècada de 1990 la sèrie infantil de la BBC dels fets, It'll Never Work.
El 2011 la cançó va ser inclosa en la llista de les "500 cançons que van formar la rock and roll" realitzada pel Rock and Roll Hall of Fame.
"People Are People" ha estat versionada en diverses ocasions. La primera versió la va realitzar l'alemany Götz Alsmann tot just l'any següent del seu llançament. Posteriorment, els grups A Perfect Circle, Dope (2005), Code of Ethics (2008), Atrocity (2008) i la cantant RuPaul (2004) també en van realitzar una versió. El cantant Jason Derulo va fer un sampler de la cançó pel seu àlbum de debut. D'aquestes versions destaquen la realitzada per RuPaul, que va arribar al número 10 de la llista estatunidenca de música dance.

## Llista de cançons
7": Mute/7Bong5 (Regne Unit) i Sire 7-29221 (Estats Units)
1. "People Are People" – 3:43
2. "In Your Memory" – 4:01

12": Mute/12Bong5 (Regne Unit)
1. "People Are People" (Different Mix) – 7:11
2. "In Your Memory" (Slik Mix) – 8:12

12": Mute/L12Bong5 (Regne Unit)
1. "People Are People" (On-USound Mix) – 7:30 " (remescla per Adrian Sherwood)
2. "People Are People" – 3:43
3. "In Your Memory" – 4:01

12": Sire 20214-0 (Estats Units)
1. "People Are People" (Different Mix) – 7:12
2. "People Are People" (On-USound Mix) – 7:30
3. "In Your Memory" (Slik Mix Edit) – 4:00

CD: Mute/CDBong5 (Regne Unit, 1991), Sire / Reprise 40298-2 (Estats Units, 1991) i Reprise CD BONG 5 / R2 78890D (Estats Units, 2004)
1. "People Are People" – 3:43
2. "In Your Memory" – 4:01
3. "People Are People" (Different Mix) – 7:11
4. "In Your Memory" (Slik Mix) – 8:12